# Wiyanawanda
Wiyanawanda era una ciutat de l'Àsia Menor, propera al territori d'Ahhiyawa, a la zona costanera de Cària i sud de Jònia.
Amb la conquesta del Regne d'Arzawa cap a l'any 1315 aC va passar als hitites de la mà del rei Mursilis II. Quan Piyama-radu es va revoltar en temps de la guerra civil entre Mursilis III, i Hattusilis III, va atacar territoris hitites i va arribar a la Terra Baixa Hitita fins a Nahita. Més tard, Mursilis, ja consolidat en el poder, va anar amb un exèrcit a la zona durant el quart any del seu regnat i es va presentar a la ciutat de Wiyanawanda quan es dirigia a Ahhiyawa.